# Championnats d'Europe de lutte 2011
Navigation
Édition précédente Édition suivante
Les Championnats d'Europe de lutte 2011 se déroulent du 29 mars 2011 au 3 avril 2011 à Dortmund, en Allemagne.

## Podiums

### Hommes

#### Lutte libre
| Épreuves | Or                   | Argent                   | Bronze                               |
| -------- | -------------------- | ------------------------ | ------------------------------------ |
| 55 kg    | Dzhamal Otarsultanov | Vladimer Khinchegashvili | Uladzislau Andreyeu Mahmud Magomedov |
| 60 kg    | Opan Sat             | Sahit Prizreni           | Anatoli Guidea Vasyl Fedoryshyn      |
| 66 kg    | Cəbrayıl Həsənov     | Leonid Bazan             | Adam Batirov Arasch Saba Bolaghi     |
| 74 kg    | Denis Tsargush       | Musa Murtazaliev         | Gábor Hatos Davit Khutsishvili       |
| 84 kg    | Anzor Urishev        | Dato Marsagishvili       | Sharif Sharifov Stefan Gheorghita    |
| 96 kg    | Xetaq Qazyumov       | Vladislav Baytsaev       | Pavlo Oliynyk Nicolai Ceban          |
| 120 kg   | Fatih Çakıroğlu      | Aliaksei Shamarau        | Dániel Ligeti Camaləddin Maqomedov   |

#### Lutte gréco-romaine
| Épreuves | Or                    | Argent           | Bronze                                |
| -------- | --------------------- | ---------------- | ------------------------------------- |
| 55 kg    | Roman Amoyan          | Vyuhar Rahimov   | Elbek Tazhyieu Eldaniz Azizli         |
| 60 kg    | Revaz Lashkhi         | Ivo Angelov      | Mustafa Saglam Hasan Aliyev           |
| 66 kg    | Ambako Vachadze       | Tamás Lőrincz    | Vitaliy Rahimov Aleksandar Maksimović |
| 74 kg    | Rafig Huseynov        | Péter Bácsi      | Roman Vlasov Christophe Guénot        |
| 84 kg    | Vasyl Rachyba         | Alan Khougaïev   | Artur Shahinyan Hristo Marinov        |
| 96 kg    | Tsimafei Dzeinichenka | Artur Aleksanyan | Shalva Gadabadze Elis Guri            |
| 120 kg   | Khasan Baroev         | Riza Kayaalp     | Yuri Patrikeev Mihály Deák-Bárdos     |

### Femmes

#### Lutte libre
| Épreuves | Or                   | Argent              | Bronze                             |
| -------- | -------------------- | ------------------- | ---------------------------------- |
| 48 kg    | Mariya Stadnik       | Khrystyna Daranutsa | Cristina Croitoru Iwona Matkowska  |
| 51 kg    | Yuliya Blahinya      | Estera Dobre        | Natalia Budu Ekatarina Krasnova    |
| 55 kg    | Ida-Theres Nerell    | Ludmila Cristea     | Maria Gurova Katarzyna Krawczyk    |
| 59 kg    | Yuliya Ratkeviç      | Georgiana Paic      | Olga Butkevych Hanna Vasylenko     |
| 63 kg    | Yuliya Ostapchuk     | Taybe Yusein        | Inna Trazhukova Olesya Zamula      |
| 67 kg    | Nadya Sementsova     | Alina Makhynia      | Yvonne Englich Hanna Savenia       |
| 72 kg    | Kateryna Burmistrova | Vasilisa Marzaliuk  | Stanka Zlateva Agnieszka Wieszczek |

## Tableau des médailles
| Rang  | Nation      | Or | Argent | Bronze | Total |
| ----- | ----------- | -- | ------ | ------ | ----- |
| 1     | Russie      | 6  | 2      | 5      | 13    |
| 2     | Azerbaïdjan | 6  | 0      | 8      | 14    |
| 3     | Ukraine     | 4  | 3      | 3      | 10    |
| 4     | Biélorussie | 1  | 2      | 3      | 6     |
| 5     | Arménie     | 1  | 2      | 2      | 5     |
| 6     | Géorgie     | 1  | 2      | 1      | 4     |
| 7     | Turquie     | 1  | 1      | 1      | 3     |
| 8     | Suède       | 1  | 0      | 0      | 1     |
| 9     | Bulgarie    | 0  | 3      | 4      | 7     |
| 10    | Hongrie     | 0  | 2      | 3      | 5     |
| 11    | Roumanie    | 0  | 2      | 2      | 4     |
| 12    | Moldavie    | 0  | 1      | 2      | 3     |
| 13    | Albanie     | 0  | 1      | 0      | 1     |
| 14    | Pologne     | 0  | 0      | 3      | 3     |
| 15    | Allemagne   | 0  | 0      | 2      | 2     |
| 16    | France      | 0  | 0      | 1      | 1     |
| 16    | Royaume-Uni | 0  | 0      | 1      | 1     |
| 16    | Serbie      | 0  | 0      | 1      | 1     |
| Total | Total       | 21 | 21     | 42     | 84    |